# Peter Josef Früh
Peter Josef Früh (* 27. Januar 1862 in Brühl; † 22. Oktober 1915 in Köln) war ein deutscher Braumeister und der Begründer des Kölner Markenbiers Früh Kölsch.

## Leben

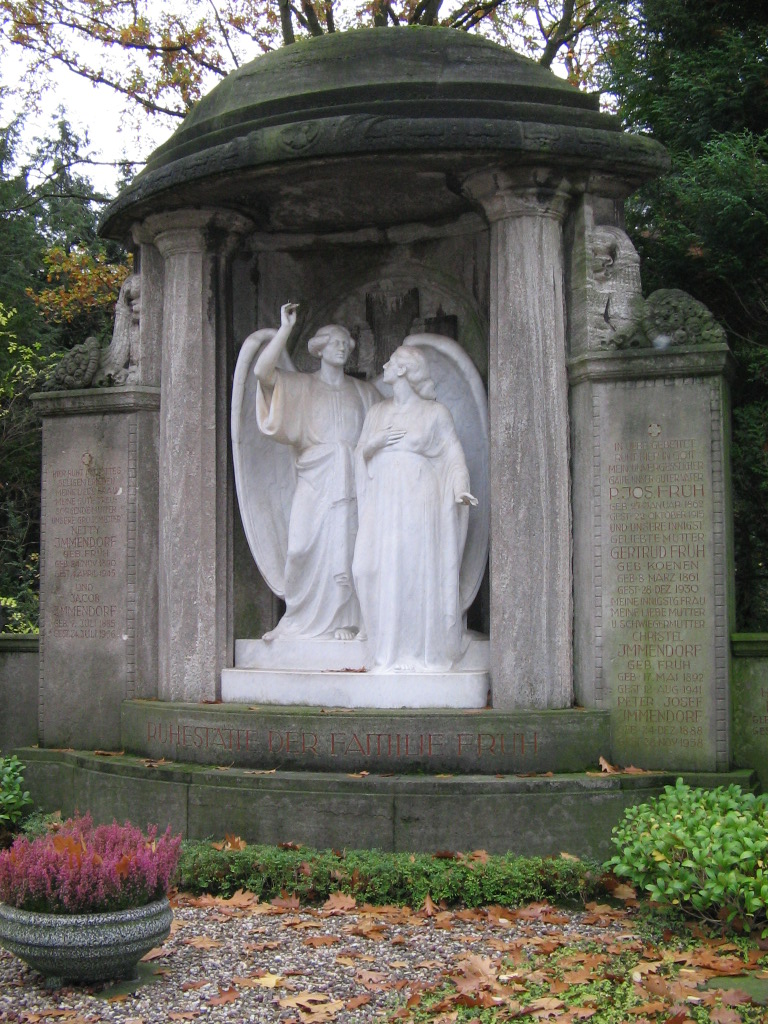
Grabstein Familie Früh, Friedhof Melaten

Früh stammte aus einer Brühler Brauerfamilie und gründete – nach sich verzögernder Ausschankkonzession – 1895 zunächst die Brauerei Aposteln-Bräu in der Kölner Apostelnstraße, die er als erfolgreiches Geschäft 1898 an Heinrich Bädorf verkaufte. 1904 gründete Früh eine neue Brauerei unter dem Namen Cölner Hofbräu P. Josef Früh, wobei sich Hofbräu auf die Lage der Brauerei in der Straße Am Hof bezieht.
Der gelernte Braumeister heiratete am 26. Mai 1888 die ebenfalls aus Pingsdorf bei Brühl stammende Maria Gertrud Koenen (1861–1930); aus der Ehe gingen die Töchter Netty (1890–1945) und Christel (1892–1942) hervor. Als Firmengründer Früh 1915 im Alter von 53 Jahren starb, übernahm seine Witwe bis zu ihrem Tod 1930 die Geschäftsführung, unterstützt durch die Töchter, die zwei Brüder der Brauereifamilie Immendorf geheiratet hatten. 
Die Töchter führten das Brauhaus bis nach dem Zweiten Weltkrieg, danach wurde es an einen nicht zur Familie Früh gehörenden Erwerber verkauft. Die Familie ist auf dem Kölner Melaten-Friedhof (Flur 72) begraben.